# Put’Em Up
Put’Em Up – piąty singel CD południowokoreańskiej grupy B.A.P, wydany 8 sierpnia 2016 roku. Na płycie znalazły się trzy utwory, głównym utworem jest „That’s My Jam”. Sprzedał się w nakładzie 29 165 egzemplarzy w Korei Południowej (stan na sierpień 2016 r.).

## Lista utworów
| Nr | Tytuł                                                 | Czas |
| -- | ----------------------------------------------------- | ---- |
| 1. | "Do What I Feel"                                      | 3:54 |
| 2. | "That’s My Jam"                                       | 3:16 |
| 3. | "What Should I Say" (kor. 뭐라고 할까 Mworago halkka) | 3:52 |

## Notowania
| Lista                    | Pozycja |
| ------------------------ | ------- |
| Gaon Weekly Album Chart  | 3       |
| Gaon Monthly Album Chart | 6       |
| Gaon Yearly Album Chart  | 85      |
| Five Music (Tajwan)      | 4       |